# Alex Schweder
Alex Schweder (* 1970 in New York City, USA) ist ein amerikanischer Installations- und Objektkünstler.

## Werdegang
Schweder studierte Architektur an der University of Cambridge, der American Academy in Rom, am Pratt Institute und an der Princeton University in New York. 2007 hat er den Begriff „Performance Architecture“ geprägt. Dieser ist Ausdruck seines Verständnisses von Architektur als Impulsgeber für das Verhalten sowie als Requisit für ihre Bewohner, mit deren Hilfe sie ihre Identität formen und performen können. Schweder erprobt seine Raumideen nicht nur, indem er sie baut, sondern auch, indem er sie performt. Seine Arbeiten wurden international ausgestellt, u. a. im Museum of Modern Art, der Tate Britain, Performa 17, Tel Aviv Museum of Art, San Francisco Museum of Modern Art und bei der Architekturbiennale Venedig 2014. Schweder ist Preisträger des ArtPrize-Festivals 2010 in Grand Rapids. Er ist Fellow der American Academy in Rom und lebt und arbeitet derzeit in New York und Berlin.